# Associação Humanista Britânica

A Associação Humanista Britânica (British Humanist Association) -BHA- é uma organização do Reino Unido que promove o humanismo secular e representa "as pessoas que procuram viver uma vida boa, sem crenças religiosas ou supersticiosas". A BHA está comprometida como secularismo, direitos humanos, democracia, igualitarismo e mútuo respeito. Ela trabalha como uma sociedade aberta e inclusiva, com a liberdade de crença e de expressão, e para o fim da posição privilegiada da religião na lei, na educação, na radiodifusão e onde quer que ela ocorra.
O BHA é uma organização membro da União Internacional Ética e Humanista e da Federação Humanista Europeia.

## História
A Associação Humanista Britânica foi fundada em 1896 pelo americano Stanton Coit como a União das Sociedades Éticas, que reuniu actuais sociedades éticas na Grã-Bretanha. Tornou-se a Associação Humanista Britânica em 1967, durante a presidência do filósofo Alfred Jules Ayer.
O BHA é o principal fornecedora de cerimônias humanistas e não-religiosas na Inglaterra e País de Gales, com uma manutenção de uma rede nacional de oficiantes credenciados. Esta rede oferece casamento e celebração de parceria civil e cerimônias fúnebres humanistas.
O logotipo da associação é intimamente derivado do símbolo internacional Happy Human (Ser humano feliz), que em si é uma marca registrada e licenciada pela BHA para uso por outras organizações humanistas.
Atualmente existem mais de 28.000 membros e simpatizantes da BHA, no Reino Unido.